# Orpheus (Telemann)
Orpheus är en tysk opera i tre akter med musik och libretto av Georg-Philipp Telemann. Verket bygger på den antika myten om Orfeus och Eurydike.

## Historia
En drivande karaktär i operan är den passionerade Orasia, som varken nämns hos Ovidius eller Vergilius. Det faktum att hon sjunger två stora hämndarior på italienska och en sista sorgearia på franska i en dominerande tysktalande opera visar på Telemanns vidsynta och toleranta synsätt när det gällde operastilar. Operan hade premiär den 9 mars 1726 i Hamburg.

## Personer
- Orpheus (baryton)
- Orasia, drottning av Thrakien (sopran)
- Eurydice (soprano)
- Ismene, Orasias tjänarinna (sopran)
- Eurimedes, Orpheus vän (tenor)
- Cephisa (sopran)
- Pluto (bas)
- Ascalax, Plutos tjänare (kastratsångare (kontraalt))

## Handling

### Akt I
Drottning Orasia av Thrakien berättar för tjänarinnan Ismene om sin obesvarade kärlek till Orpheus, som nyligen har gift sig med Eurydice. Orasia använder sig av magi för att se till att furierna placerar ormar på den äng där Orpheus och hans vän Eurimedes inväntar Eurydice. Orpheus avskyr hovets tillgjorda liv, men Orasia beordrar honom att återvända. Kort efter att ha uttryckt sin kärlek till Orpheus dör Eurydice av ett ormbett. Orasia tror att Eurydices död ska påskynda hennes triumf men Orpheus beslutar att ta tillbaka Eurydice från de döda.

### Akt II
I underjorden planerar Pluto att anfalla Orpheus men vinns över av hans skönsång. Pluto ger order om att frige Eurydice och beslutar att höra upp med att plåga syndarna så länge Orpheus befinner sig där. Ascalax säger till Orpheus att han inte får titta på Eurydice under uppfärden och att det var Orasia som var orsak till hennes död. Just innan de når jorden vände sig Orpheus om och Eurydice är förlorad för alltid. Plutos män hindrar honom från att ingripa.

### Akt III
Orasia ska döda Eurydice om hon återkommer med Orpheus. Han kommer ensam och förkastar den rasande Orasia. Orpheus sjunger om döden. Den kommer i form av Orasias menader som sliter honom i stycken. Orasia ångrar sig men plågas av Orpheus och Eurydices suckande andar. Hon dör sörjd av sitt hov.